# Samson (Schiff, 1967)
Die Samson war ein Fährschiff, welches 1967 in Kristiansand, Norwegen erbaut wurde. Das Schiff konnte maximal 30 Pkw und 300 Personen befördern. Die Maximalgeschwindigkeit des Schiffes betrug 12 Knoten. 
Das Schiff erhielt ursprünglich den Namen Lohals und wurde bis 1974 in Dänemark zwischen Korsør und Lohals eingesetzt. Nach Einsätzen in den Verbindungen Søby/Fåborg (1974–1980) und Svendborg/Ærøskøbing (1980–1984) bediente es vom 13. April 1985 bis zum 23. Juni 1995 gemeinsam mit der Fähre Sam-Sine die Linie Hov – Sælvig und verband so die Insel Samsø mit Jütland. Aus diesem Grund wurde sie in Sam-Son umbenannt.
Zwischen 1997 und 2001 wurde sie um Madagaskar eingesetzt, wo sie 2001 in einem Sturm sank. Später wurde die Fähre wieder gehoben.

## Untergang am 7. März 2004
Auf der Überfahrt von Moroni auf den Komoren nach Mahajanga (Madagaskar) sank die Samson mit 113 Passagieren und elf Besatzungsmitgliedern an Bord im Zyklon Gafilo. Alle Menschen an Bord kamen ums Leben, mit Ausnahme zweier Personen, die in einem Rettungsfloß Madagaskar erreichten sowie einem Dritten, der erst fünf Tage später inmitten von 16 Leichen gefunden wurde. In einer Agenturmeldung zu dem Unglück wird eine Äußerung des Hafenmeisters von Mahajanga wiedergegeben, laut der die Samson den Hafen von Mahajanga zwar am Sonntag gegen 17:00 Uhr Ortszeit erreicht habe, dann aber das Schiff abgewiesen wurde, weil die örtlichen Zöllner nicht im Dienst gewesen seien – was das komorische Verkehrsministerium dementierte – und die Samson daraufhin umkehren musste. Gegen 20:00 Uhr brach der Funkkontakt ab. Das Schiff sank wahrscheinlich 150 km vor der Küste Madagaskars.